# Ла-Селлет
Ла-Селле́т (фр. La Cellette, окс. La Celeta) — коммуна во Франции, находится в регионе Лимузен. Департамент коммуны — Крёз. Входит в состав кантона Шатлю-Мальвале. Округ коммуны — Гере.
Код INSEE коммуны — 23041.

## Население
Население коммуны на 2010 год составляло 273 человека.
| 1962 | 1968 | 1975 | 1982 | 1990 | 1999 | 2010 |
| ---- | ---- | ---- | ---- | ---- | ---- | ---- |
| 624  | 576  | 491  | 441  | 340  | 285  | 273  |

## Экономика
В 2010 году среди 145 человек трудоспособного возраста (15—64 лет) 83 были экономически активными, 62 — неактивными (показатель активности — 57,2 %, в 1999 году было 61,6 %). Из 83 активных жителей работали 73 человека (40 мужчин и 33 женщины), безработных было 10 (6 мужчин и 4 женщины). Среди 62 неактивных 7 человек были учениками или студентами, 35 — пенсионерами, 20 были неактивными по другим причинам.